# Irina Demick
Irina Demick, född 16 oktober 1936 i Pommeuse, Île-de-France, död 8 oktober 2004 i Indianapolis, Indiana, var en fransk-amerikansk skådespelerska.

## Roller i urval
- 1959 – Den lilla rödhåriga
- 1962 – Den längsta dagen
- 1964 – Besöket
- 1964 – Dessa fantastiska män i sina flygande maskiner
- 1964 – Jag var en manlig sexbomb
- 1965 – Hämnd på tjallare
- 1967 – Grieche sucht Griechin
- 1968 – Storken på villovägar
- 1969 – Den sicilianska klanen
- 1972 – Ragazza tutta nuda assassinata nel parco